# Limnodynastes terraereginae
Limnodynastes terraereginae — вид земноводних з родини Limnodynastidae. Ендемік Австралії.

## Поширення
Вид поширений вздовж узбережжя Квінсленда та прилеглих внутрішніх районів, а також на північному сході Нового Південного Уельсу аж до Порт-Маккуорі, а потім на захід від Великого Вододільного хребта до південного Нового Південного Уельсу. Він також зустрічається на острові Фрейзер (К'гарі), острові Північний Страдброк (Мінджерріба), острові Мортон і острові Брайбі біля узбережжя південно-східного Квінсленду.
Мешкає в різноманітних середовищах існування вздовж країв постійних струмків, дамб, боліт та інших ділянок із зафіксованою водою, включаючи придорожні канави. Обов'язково має бути наявність трави та іншої густої рослинності.

## Опис
Це великий вид жаб, що досягає 75 мм в довжину. Зверху вона коричнева з інколи темнішими плямами. На стегнах і боках є червоно-помаранчеві або червоні відмітини. Від морди до плеча проходить темна смуга. Вона підкреслюється рельєфною смужкою від кремового до помаранчевого кольору. Пахва помаранчева, а живіт білий.

## Спосіб життя
Це вид, що риє, і в посушливі періоди проводить час під землею. Після проливних дощів із жовтня по травень самці видають високий голос «бонк» із прихованих місць у воді.
Яйця відкладають у великій плаваючій пінистій масі. Пуголовки вилуплюються приблизно через 2-3 дні після кладки. Пуголовки дуже темно-коричневі і виростають до 70 мм. Розвиток пуголовка триває близько 70 днів. Метаморфи мають розмір 20 мм і схожі на дорослу особину, однак забарвлення стегон стає очевидним лише через тиждень.